# Eye of the Witch
Singles de King Diamond
Welcome Home
(1988) Give Me Your Soul
(2007)
Pistes de The Eye
... The Trial (Chambre Ardente) (02)
Eye of the Witch est le premier (cinquième au total) single issu de l'album The Eye de King Diamond.

## Morceaux
01. "Eye of the Witch" – 3:46
- Musique: King Diamond
- Paroles:   King Diamond

02. "Behind These Walls" – 3:44
- Musique: King Diamond
- Paroles:   King Diamond

## Credits
- King Diamond - Chants
- Andy LaRocque - Guitares
- Snowy Shaw - Batterie
- Pete Blakk - Guitares
- Hal Patino - Basse
- Roberto Falcao - Claviers